# Ron Johnson (Geschäftsmann)

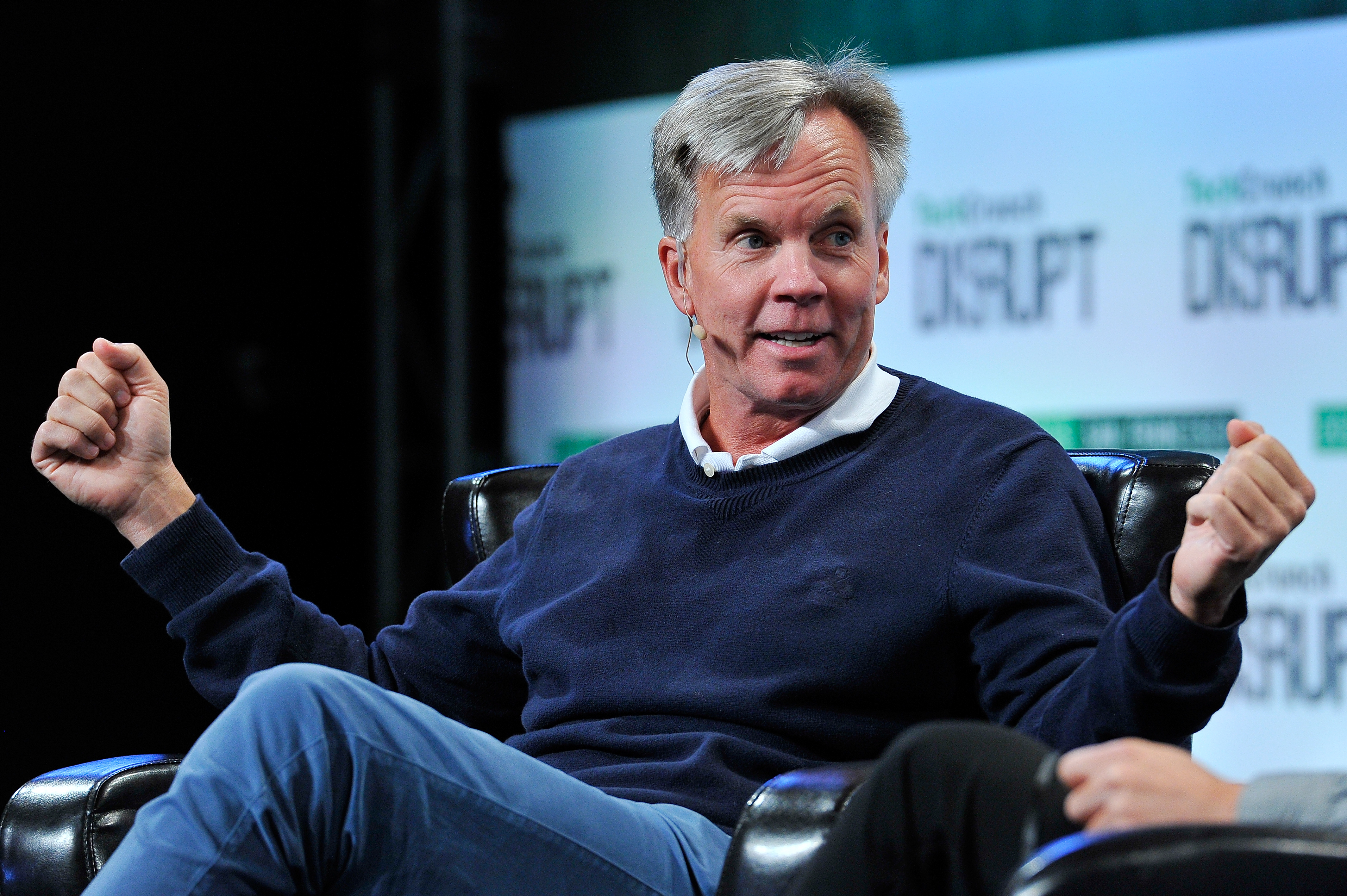
Ron Johnson

Ronald B. „Ron“ Johnson (* 1959) ist ein US-amerikanischer Geschäftsmann. Zwischen 2000 und 2011 leitete er den Einzelhandelsbereich von Apple und war 2011 bis 2013 CEO bei der Kaufhauskette J. C. Penney.
Er erhielt einen Bachelor of Arts in Wirtschaft an der Stanford University und einen M.B.A. an der Harvard University.
Johnson arbeitete zunächst 16 Jahre bei der US-Einzelhandelskette Target und war dort zuletzt Senior Merchandising Executive.
Im Januar 2000 wechselte er zu Apple und organisierte dort den Aufbau einer firmeneigenen Retail-Präsenz. Bis 2011 wurden weltweit etwa 350 Apple Retail Stores in 11 Ländern eröffnet. Diese verkörpern ein ungewöhnliches Konzept, bei dem sehr großer Wert auf die Interaktion der Besucher mit den Produkten gelegt wird. Um dies umzusetzen, werden fast nur funktionierende Produkte ausgestellt, die von den Kunden benutzt werden dürfen; Regale und ähnliche typische Elemente anderer Ladengeschäften sind nicht vorhanden. Dieses Konzept wird als wesentlicher Grund für den Erfolg der Apple Retail Stores angesehen.
Im Juni 2011 gab die US-amerikanische Kaufhauskette J. C. Penney bekannt, dass Ron Johnson ab dem 1. November 2011 den Posten des CEO übernehmen werde. Johnson bezeichnete es als seinen Traum, „eine große Einzelhandelskette zu leiten, sie neu zu erfinden“. Im Frühjahr 2013 wurde bekannt, dass Johnson bei J. C. Penney entlassen wurde, nachdem seine Strategie keinen kommerziellen Erfolg zeigte.